# Cesmína
Cesmína (Ilex) je jediný rod čeledi cesmínovité (Aquifoliaceae) vyšších dvouděložných rostlin. Cesmíny jsou stálezelené nebo opadavé keře a stromy, rostoucí na všech kontinentech. Některé druhy a jejich kultivary jsou pěstovány jako okrasné dřeviny. V Česku cesmína přirozeně neroste. Od anglického názvu cesmíny "holly" je odvozen Hollywood.

## Popis
Cesmíny jsou opadavé nebo stálezelené dvoudomé keře a stromy se střídavými nebo výjimečně i vstřícnými listy. Listy jsou tuhé nebo měkké, na okraji celokrajné, pilovité nebo ostnité, s drobnými opadavými nebo vytrvalými palisty, lysé nebo zřídka i pýřité. Řapík je většinou přítomen, výjimečně jsou listy přisedlé. Květy jsou jednotlivé nebo častěji uspořádané v chudých úžlabních vrcholících či svazečcích. Květy jsou jednopohlavné, pravidelné a drobné, obvykle čtyř až osmičetné. Kalich je vytrvalý, koruna na bázi srostlá, nejčastěji bílá nebo žlutavá, řidčeji zelená, žlutá, růžová nebo červená. Samčí květy obsahují stejný počet tyčinek jako je počet kališních a korunních lístků, v samičích květech je svrchní semeník srostlý ze 4 až 8 plodolistů, se 4 až 8 komůrkami obsahujícími po 1 vajíčku. Blizna je obvykle přisedlá, bez čnělky. Samčí i samičí květy obsahují zbytky druhého pohlaví. V samičích květech jsou šípovitá nebo srdčitá staminodia, v samčích zakrnělý semeník. Plodem je kulovitá dužnatá peckovice obsahující obvykle 4 až 6 semen. Zralé plody jsou obvykle červené, hnědé nebo černé, výjimečně zelené. Semena obsahují hojný olejnatý endosperm.
Květy jsou opylovány obvykle hmyzem, lákaným nektarem z nektárií uložených na bázi korunních lístků. Plody jsou šířeny ptactvem.

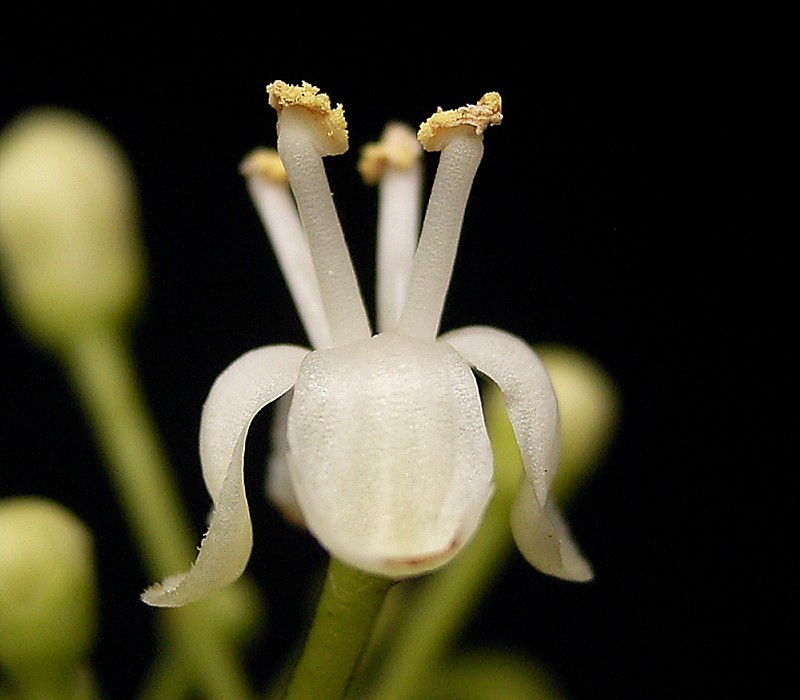
Detail květu cesmíny ostrolisté
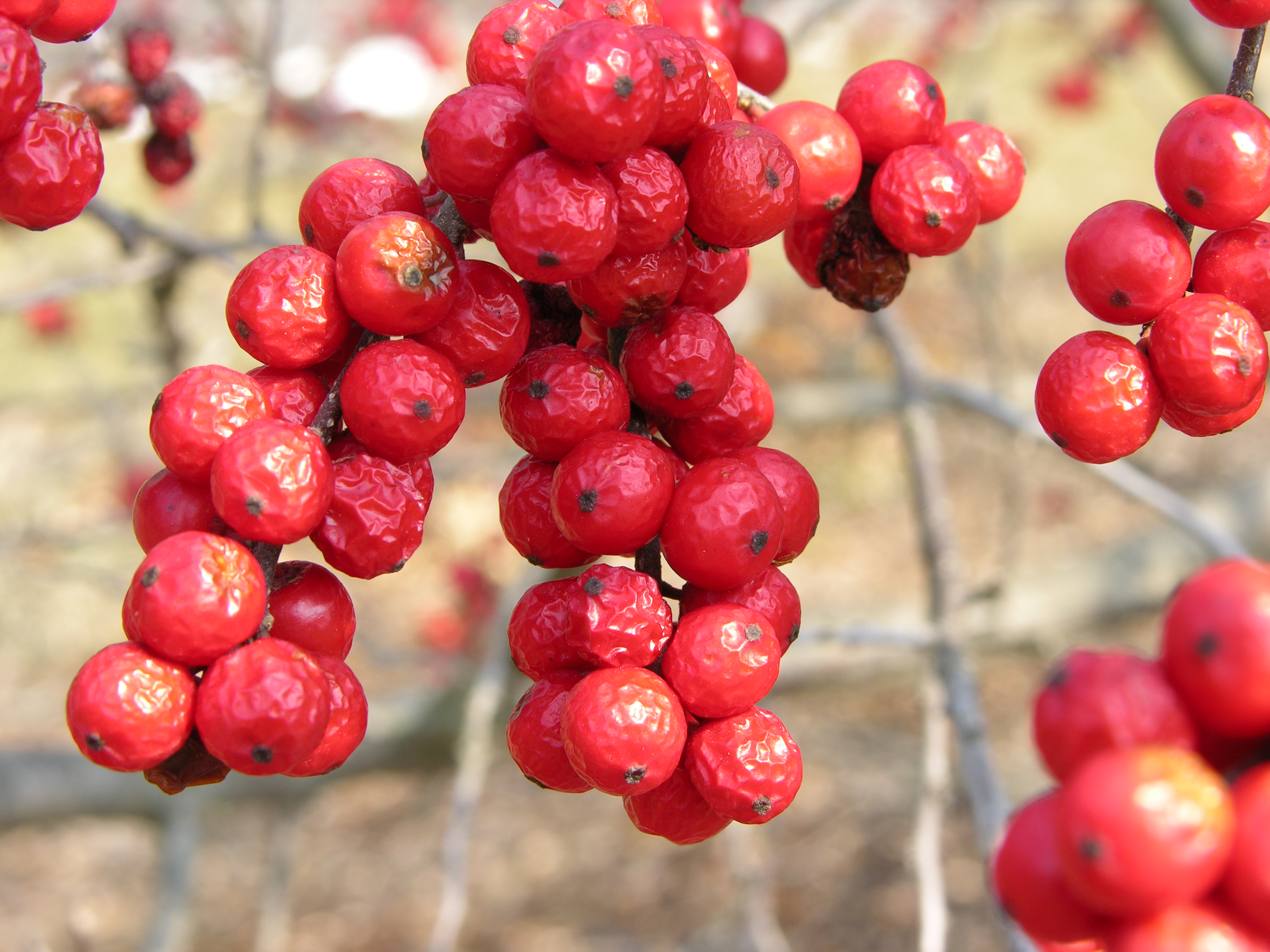
Plody opadavé cesmíny přeslenité
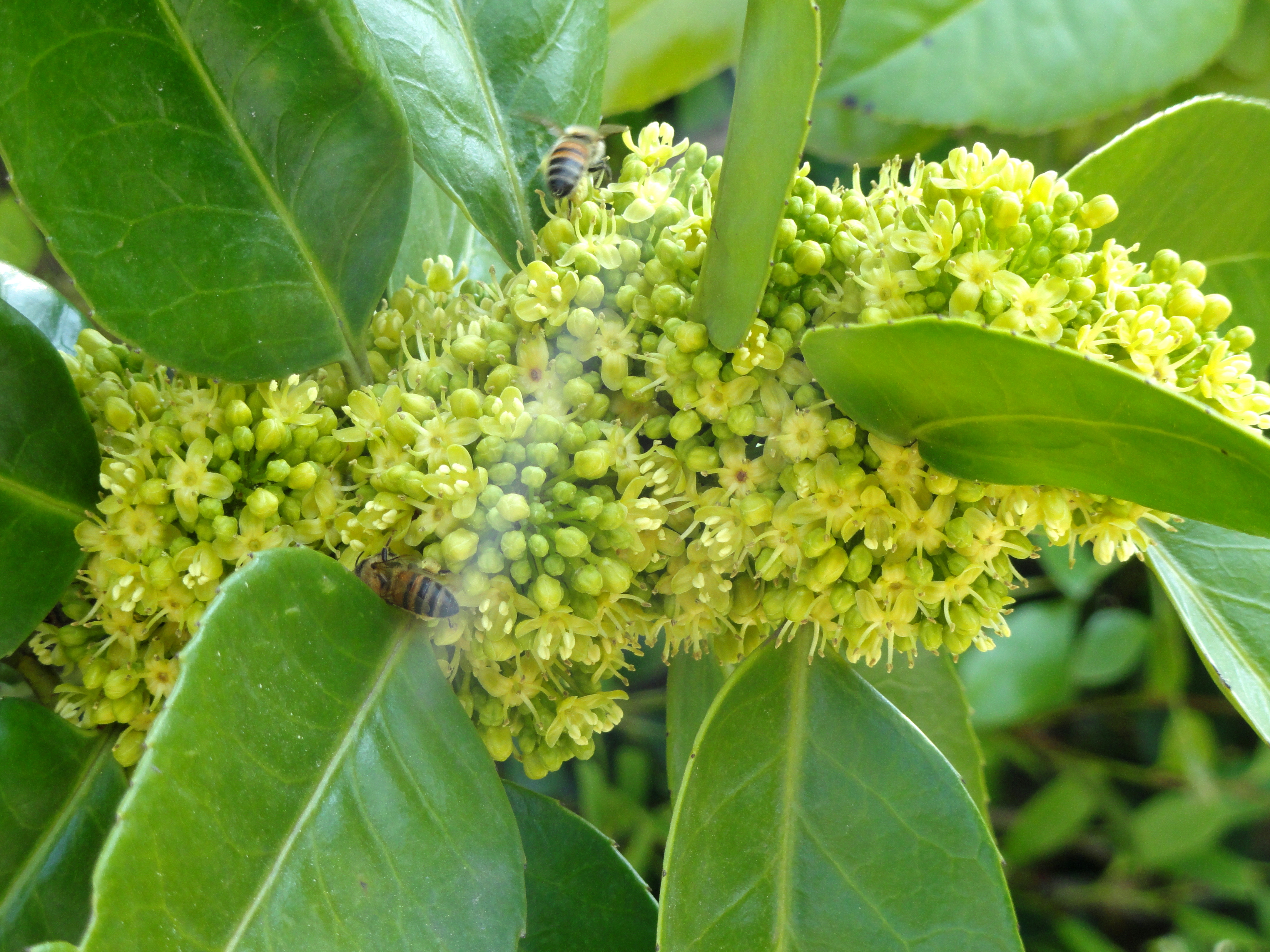
Bohatě kvetoucí cesmína Ilex latifolia
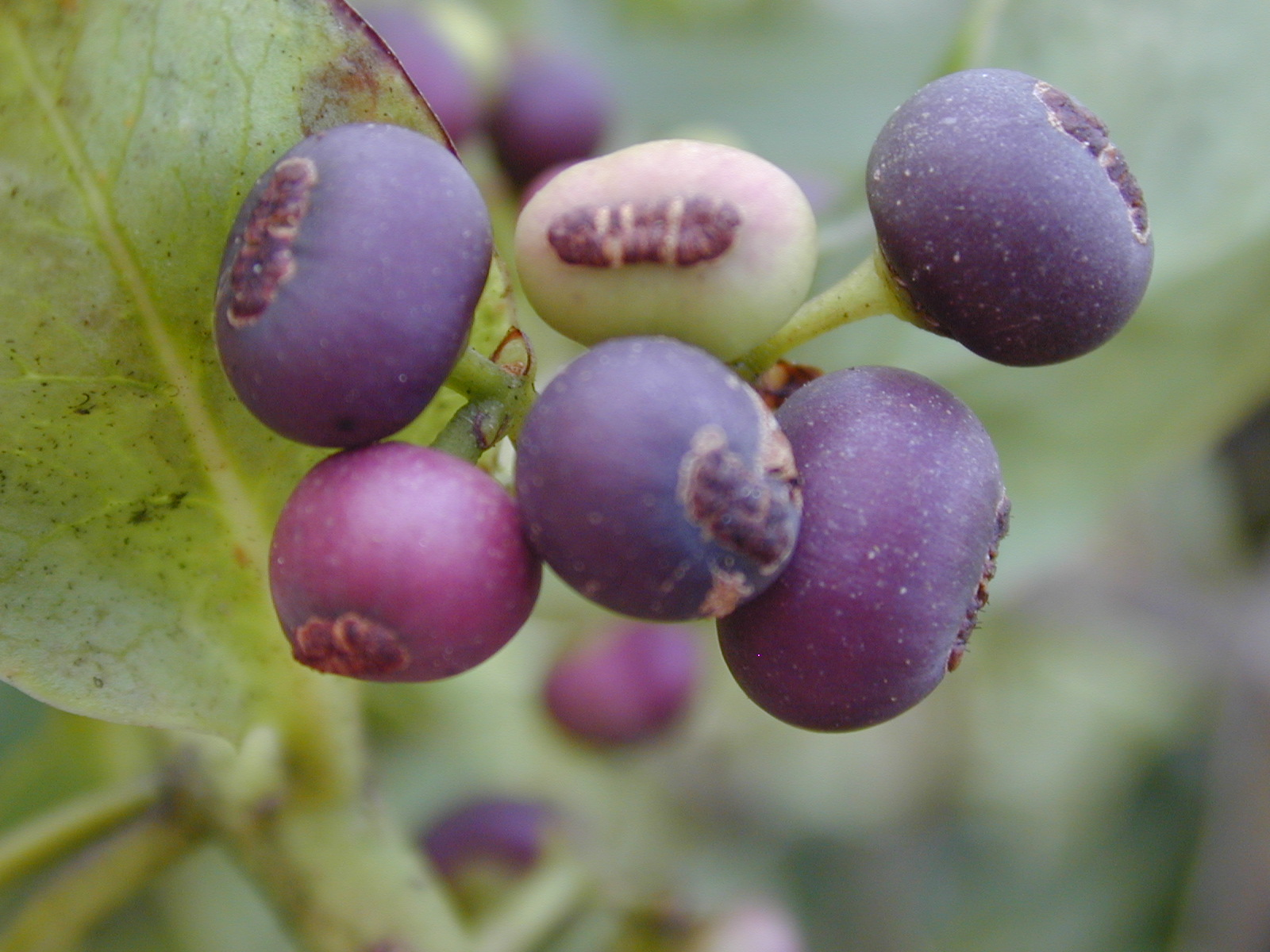
Plody havajské cesmíny Ilex anomala
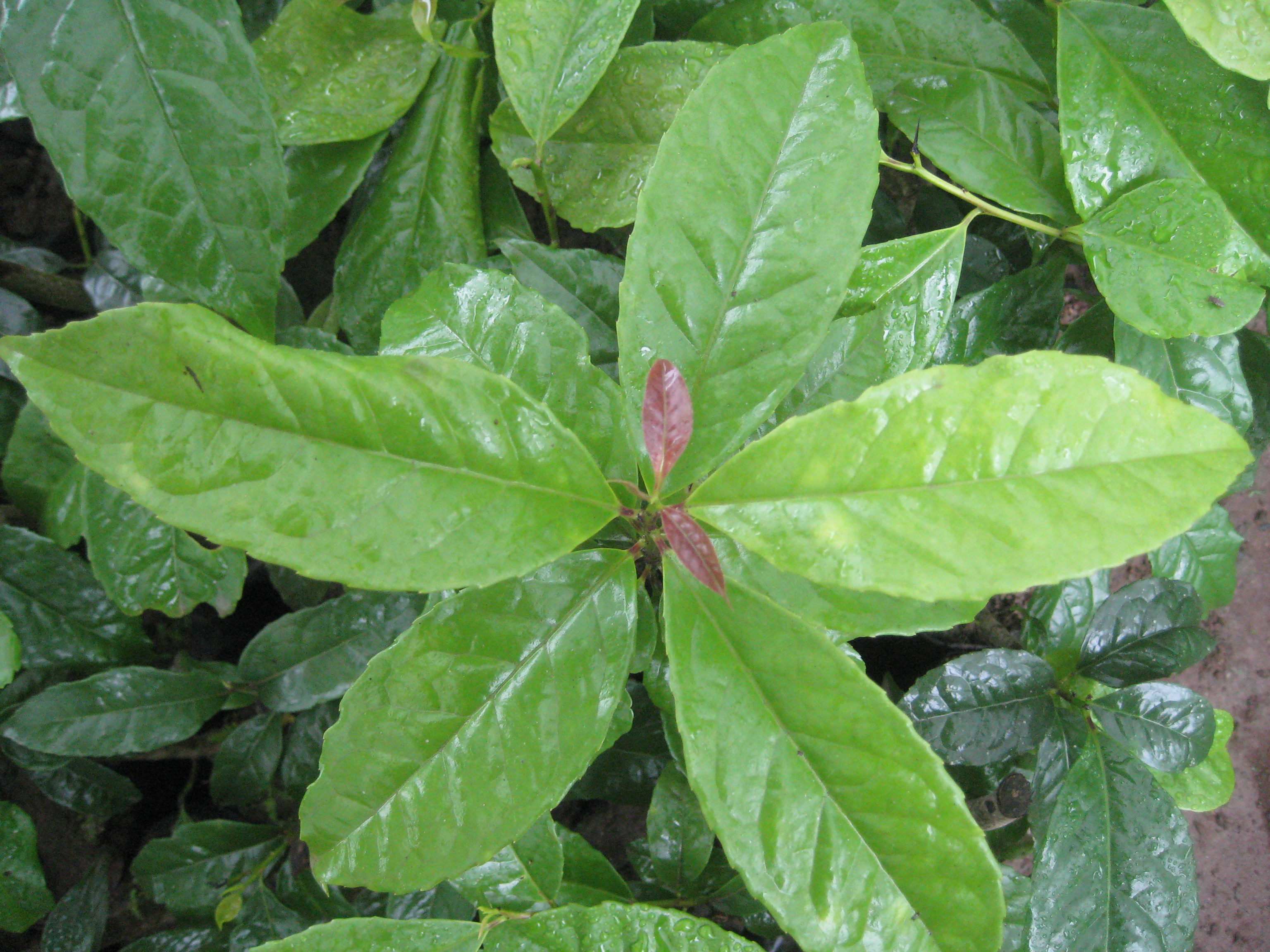
Listy cesmíny Ilex guayusa

## Rozšíření
Rod zahrnuje asi 500 až 600 druhů a je zastoupen na všech kontinentech. Roste v tropických, subtropických a v menší míře i mírných oblastech na obou polokoulích. Největší druhové zastoupení je v tropické Americe (asi 300 druhů) a v jihovýchodní a východní Asii (v Číně asi 200 druhů). V Africe a na Madagaskaru je rod zastoupen jediným druhem (Ilex mitis), podobně v Austrálii (Ilex arnhemensis). Na Kanárských ostrovech a Madeiře roste endemická cesmína Ilex canariensis. V Evropě rostou dva blízce příbuzné druhy: cesmína ostrolistá (Ilex aquifolium) a cesmína kolchická (Ilex colchica). Dalším příbuzným druhem je kavkazský endemit Ilex stenocarpa. V ČR žádný druh cesmíny přirozeně neroste ani nezplaňuje.
Cesmíny rostou spíše na vlhčích stanovištích a jsou rozšířeny od nížin do horských oblastí. V Andách vystupují do nadmořské výšky až 4000 m. Množství druhů roste jako endemity na vrcholech venezuelských stolových hor.

## Obsahové látky a jedovatost
Cesmíny jsou jedovaté rostliny a v plodech obsahují poměrně širokou paletu účinných látek ze skupiny saponinů, nitrilů (menisdaurin), pentacyklických triterpenů, laktonů, purinových alkaloidů (theobromin, theofyllin) aj. Za účinnou látku v plodech cesmíny ostrolisté i cesmíny temné je považován glykosid ilicin. Příznaky otravy se většinou omezí na zvracení a průjem. Požití 20 až 30 bobulí cesmíny ostrolisté vede k ospalosti, srdečním arytmiím a k zánětu gastrointestinálního traktu. Otrava může být i smrtelná. Listy cesmíny paraguayské a druhu Ilex guayusa obsahují kofein.

## Taxonomie
Dříve byly do čeledi Aquifoliaceae řazeny rody Oncotheca, Phelline a Sphenostemon, v současném systému jsou první dva rody řazeny do samostatných čeledí na různých místech větve Asterids, zatímco rod Sphenostemon byl vřazen do čeledi Paracryphiaceae.
Dalším členem čeledi Aquifoliaceae byl v minulosti severoamerický rod nitkokvětec (Nemopanthus), zahrnující jediný druh: nitkokvětec bodlinatý (Nemopanthus mucronatus). Pro blízkou příbuznost s cesmínami byl vřazen do rodu Ilex jako Ilex mucronata.

## Vybraní zástupci
- cesmína kanárská (Ilex canariensis)
- cesmína modrá (Ilex x meserveae)
- cesmína ostrolistá (Ilex aquifolium), syn. cesmína obecná
- cesmína paraguayská (Ilex paraguariensis)
- cesmína Pernyova (Ilex pernyi)
- cesmína přeslenitá (Ilex verticillata)
- cesmína temná (Ilex opaca), syn. cesmína americká
- cesmína vroubkovaná (Ilex crenata)
- Ilex guayusa - nemá ustálený český název.
- nitkokvětec bodlinatý (Ilex mucronata, syn. Nemopanthus mucronatus)

## Využití

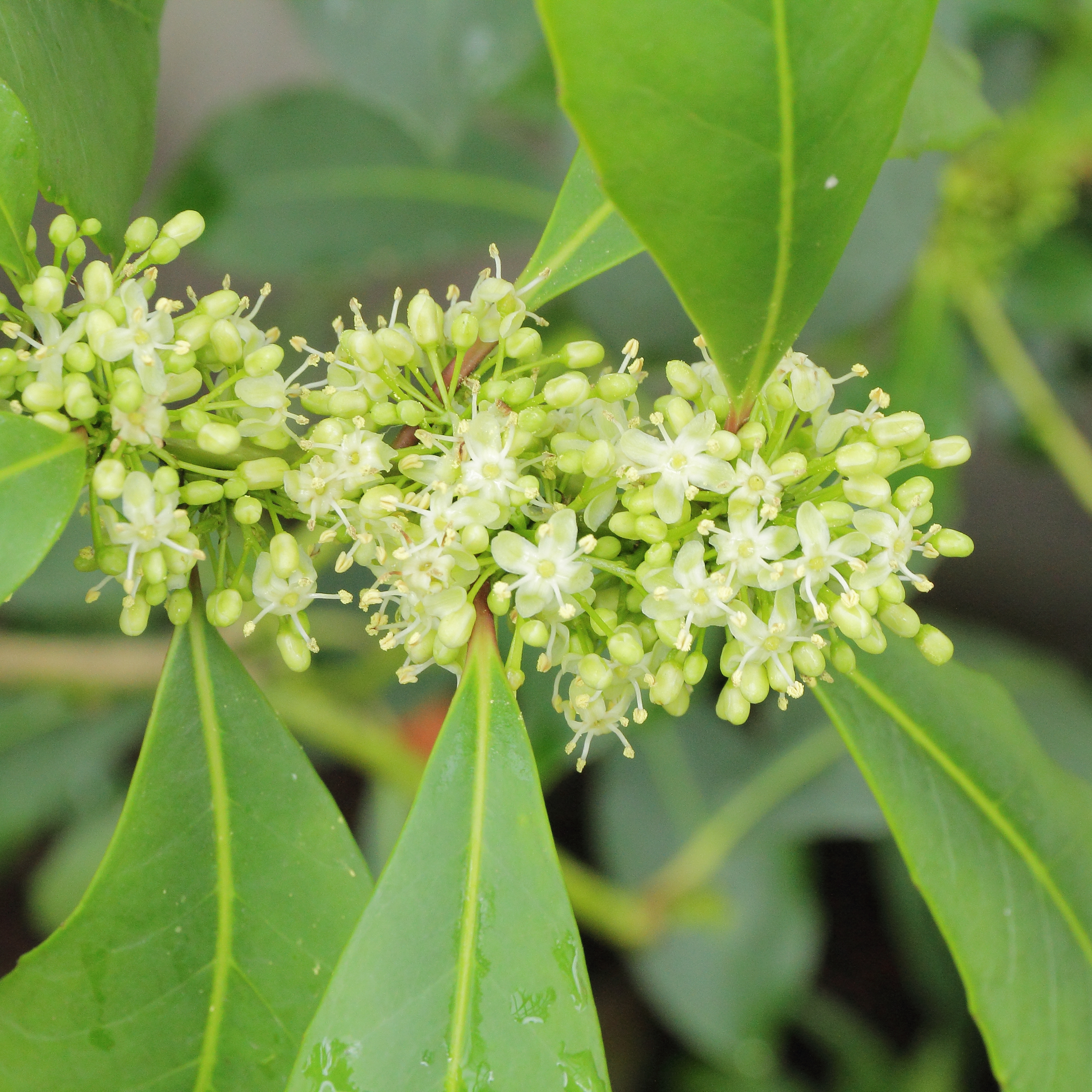
Cesmína paraguayská - maté (Ilex paraguariensis)

Listy více než 60 druhů jsou používány na přípravu povzbuzujících nápojů. Nejznámější je cesmína paraguayská, známá jako maté nebo také yerba maté. Z dalších druhů jsou takto používány např. jihoamerické druhy Ilex dumosa, Ilex amara, Ilex guayusa a Ilex tarapotina, dále Ilex vomitoria v jv. USA a Mexiku, Ilex yunnanensis na hranicích Číny a Tibetu a Ilex latifolia v Číně a Japonsku.
Některé druhy cesmíny mají medicínské využití. Listy cesmíny ostrolisté jsou využívány např. při zánětu pohrudnice, kataru a neštovicích, listy Ilex colchica z Bulharska a jz. Asie na léčení horečky a žaludečních potíží a kořeny při kašli. Andský druh Ilex guayusa je používán jako emetikum a stimulans. Listy a kůra čínské Ilex cornuta jsou používány na ledvinové choroby a jako tonikum, kořeny Ilex cymosa z jihovýchodní Asie na horečky. Africký druh Ilex mitis je místně využíván jako laxativum a emetikum při ošetřování koliky u dětí.
Dřevo cesmíny kolchické (Ilex colchica) je používáno jako náhrada ebenu např. na pažby pušek. Z kůry cesmíny ostrolisté a cesmíny širokolisté (Ilex latifolia) byl připravován lep na ptáky.
Jako okrasné dřeviny jsou u nás pěstovány nejčastěji různé kultivary cesmíny ostrolisté, případně její kříženec s cesmínou vrásčitou (Ilex rugosa), cesmína modrá (Ilex x meserveae). Ve sbírkách botanických zahrad jsou mimoto nejčastěji zastoupeny cesmína rohatá (Ilex cornuta), cesmína vroubkovaná (Ilex crenata), cesmína temná (Ilex opaca) a jejich kultivary, z opadavých druhů pak cesmína přeslenitá (Ilex verticillata).